# Dante Rossi
Dante Rossi (Bologna, 28 augustus 1936) is een voormalig Italiaans waterpolospeler.
Dante Rossi nam als waterpoloër tweemaal deel aan de Olympische Spelen; in 1960 en 1964. In 1960 veroverde Italië het goud. Rossi speelde vijf wedstrijden als keeper. In 1964 eindigde Italië als vierde. Hij speelde zes wedstrijden als keeper.